# 30228 Hushoucun
30228 Hushoucun è un asteroide della fascia principale. Scoperto nel 2000, presenta un'orbita caratterizzata da un semiasse maggiore pari a 2,7558560 au e da un'eccentricità di 0,1687012, inclinata di 10,12724° rispetto all'eclittica.